# Torque (motor gráfico)
Torque Game Engine (o TGE) es un motor de videojuegos 3D inicialmente desarrollado por Dynamix para el FPS de 2001 Tribes 2. La versión actual recibe el nombre de Torque 3D.

## Historia
Algunos de los títulos comerciales desarrollados con el motor torque son BeamNG.drive, Blockland, Marble Blast Gold, Minions of Mirth, TubeTwist, Ultimate Duck Hunting, Wildlife Tycoon: Venture Africa, ThinkTanks, The Destiny of Zorro, Penny Arcade Adventures y recientemente, indie video games S.P.A.Z. y Frozen Synapse.
El motor Torque 3D y sus muchos derivados estaban disponibles bajo la licencia de GarageGames, una compañía fundada por varios miembros del equipo de desarrollo de Tribes 2 en Dynamix. GarageGames más tarde fue adquirida por InstantAction, pero el 11 de noviembre de 2010, InstantAction anunció el cierre de operaciones y búsqueda de compradores potenciales para Torque 3D. El 19 de enero de 2011, GarageGames anunció el regreso a su antiguo nombre con los nuevos propietarios. Torque 3D y sus otros productos iban a continuar siendo desarrollados y soportados.
GarageGames lanzó Torque 3D bajo Licencia MIT el 20 de septiembre de 2012.

## Funciones
Además de ser un motor gráfico 3D, TGE proporciona código para redes, scripting, su propio editor de mundo, y creación de GUI. EL código fuente puede ser compilado para las plataformas Windows, Macintosh, Linux, Wii, Xbox 360, y iPhone. TGE es proporcionado con un kit para principiantes que contienete un tutorial sobre como hacer un FPS. Un kit de principiantes para desarrollo de un Videojuego de estrategia en tiempo real está disponible para ser comprado por separado. Estos paquetes para principiantes pueden ser modificados para adaptarse a las necesidades del desarrollador, o para que el desarrollador pueda empezar desde cero.
El motor admite la carga de Modelos 3D en el Formato de archivo . DTS y el formato de archivo DIF. Los modelos DTS pueden ser animados usando Skeletal animation o Morph target animation. También es posible mezclar múltiples animaciones esqueléticas y jugar con ellas al mismo tiempo o hacer Tweening de forma automática entre las diferentes posiciones de los huesos del esqueleto. Los modelos DTS se utilizan normalmente para los personajes y vehículos, aunque en ocasiones, se utilizan para edificios e interiores. Los modelos DIF tienen Iluminación precalculada y por lo tanto son poco adecuados para la animación. En su lugar, se utilizan para edificios e interiores. Tiene Detección de colisiones automática que perfectamente coincide con la geometría visible.
TGE ofrece un motor de terrenos que crea automáticamente LODs de la tierra par que se renderice el menor número de polígonos necesarios en cada momento. El terreno se ilumina automáticamente y las texturas aplicadas al terreno pueden ser mezcladas a la perfección. El motor de renderizado del juego ofrece reflection mapping, sombreado gouraud, niebla volumétrica y otros efectos como las etiquetas que permiten texturas que se proyectan en interiores en tiempo real (por ejemplo, un jugador en un juego de TGE puede disparar un arma que deja un agujero de bala en la pared. el agujero de bala sería una calcomanía). TGE soporta juegos en red a través de LAN e Internet, con una arquitectura cliente-servidor tradicional. Los objetos de servidor crean una copia fantasma en los clientes y se actualizan periódicamente por eventos.

## Derivaciones
Con el tiempo, Torque Game Engine fue expandido con la creación de motores derivados.

### Torque 3D
El motor insignia actual desarrollado por GarageGames es Torque 3D. Originado como sucesor de TGEA, Torque 3D soporta las características, PhysX, características de sombreado modernas y modelos avanzados de iluminación diferida . T3D también admite la implementación en navegadores de forma nativa. Aunque todavía apoya, DTS y el DIF estos formatos han sido sustituidos por COLLADA, un formato de archivo más comúnmente admitida. Torque 3D fue lanzado bajo el Licencia MIT el 20 de septiembre de 2012 y se encuentra actualmente en la versión 3.

### Torque Game Engine Advanced
Torque Game Engine Advanced (antes conocido como Torque Shader Engine) era una versión ampliada de Torque Game Engine hecho para soportar tecnologías avanzadas, incluyendo shader s, iluminación por píxel, y terrenos grandes. Esta versión del motor ha sido portada a las consolas de Microsoft Xbox y Xbox 360. Varios juegos de Xbox Live Arcade se han lanzado con el motor Torque, el más notable Marble Blast Ultra.
Aunque TGEA aun soporta los antiguos formatos de terreno, ahora incorpora un nuevo motor de renderizado de terrenos, el motor de terrenos Atlas, que es una mejora de los terrenos de TGE mezclados. Atlas utiliza hardware GPU para hacer un bloque de terreno masiva y sus texturas. Esto permitirá a Atlas escalar con sistemas más rápidos en el futuro. Un sistema de procesamiento de agua sombreado se llevó a cabo con plena reflexión, Refracción y Ecuaciones de Fresnel TGEA incorpora un sistema de iluminación basado en Torque Lighting Kit, incluyendo herramientas de administración de luz, iluminación de la escena, y sombras dinámicas, entre otras.
Torque Game Engine Advanced 1.0 soportaba el renderizado Direct3D mediante una capa de gráficos de un API independiente. Se esperaba que futuras versiones soporten tanto Direct3D como OpenGL para permitir a TGEA soportar Macintosh y Linux del mismo modo que Windows. también se planeó la compatibilidad con la suite de desarrollo de juegos de Microsoft para Xbox 360 y XNA Game Studio Express. Actualmente todo esto ya es posible.
TGEA contenía varios shaders listos para aplicar y ajustes de sombreado comunes. Shaders personalizados basados en High Level Shader Language que podían ser compilados por el motor y aplicados como materiales personalizados. Estos podían ser aplicados en interior y exterior como tipos de arte 3D. Los materiales de retorno podían ser configurados para soportar las tarjetas de gráficas de primera generación, pixel y vertex 1.x.
Historia del desarrollo
10 de febrero de 2009 Nuevo lanzamiento de TGEA, TGEA 1.8.1

5 de abril de 2008 Nuevo lanzamiento de TGEA, TGEA 1.7

15 de febrero de 2007 Lanzamiento de TGEA 1.0 y final del programa '"Early Adopter"'

23 de enero de, 2007 lanzamiento 4.2 Beta.

### Torque Game Builder
Tiempo después del lanzamiento de Torque Shader Engine, la compañía creó Torque 2D. Torque 2D es un motor de juego diseñado para los juegos en 2D basados en TGE. El nombre fue cambiado con a Game Builder ya que el objetivo final es hacer Torque Game Constructor una suite de creación de videojuegos, aunque más tarde volvió a retomtar el nombre de Torque 2D. Fue utilizado para crear el juego de puzzle And Yet It Moves (2009, Broken Rules, WiiWare).

### Torque Lighting Kit
Torque Lighting Kit era un paquete de expansión para TGE desarrollado por John Kabus y Synapse Gaming. Añadía una variedad de características de iluminación mejorados para TGE. En la última versión funciones como, iluminación dinámica y sombreado fueron agregadas. Torque Lighting Kit más tarde fue incluido como parte de Torque Game Engine 1.5 y Torque Game Engine Advanced. En 2008, Kabus y Synapse Gaming dejaron de apoyar Torque y comenzaron una asociación con Microsoft, y se ha empaquetado su tecnología de iluminación y otras nuevas tecnologías en el Sunburn XNA Game Engine.

### Torque X
Después del lanzamiento de Torque Game Builder, GarageGames comenzó a desarrollar Torque X. Torque X era un motor de juego basado en Torque Game Builder utilizando un sistema de componentes que permitía a múltiples objetos del juego tener las mismas habilidades, que se ejecutan en XNA Framework de Microsoft. Muchas de las funciones 3D se quedaron incompletas y nunca terminadas. En concreto, el terreno 3D utilizando RAW Heightmap sufrió por la falta de ejemplos de trabajo, las sombras eran de calidad inferior (que consistía solamente en una textura de sombra esférica proyectada sobre el terreno), la capacidad de utilizar mallas de piel para los modelos animados no funcionaba, y la física de cuerpos rígidos 3D sufrieron varios problemas.